# ديويت سي. ليتش
ديويت سي. ليتش هو سياسي أمريكي، ولد في 23 نوفمبر 1822، وتوفي في 21 ديسمبر 1909 في سبرينغفيلد في الولايات المتحدة. نشط حزبياً في الحزب الجمهوري. وقد انتخب عضو مجلس نواب ميشيغان ‏ وانتخب عضو مجلس النواب الأمريكي ‏.